# Onitis vanderkelleni
Onitis vanderkelleni är en skalbaggsart som beskrevs av Lansberge 1886. Onitis vanderkelleni ingår i släktet Onitis och familjen bladhorningar. Inga underarter finns listade i Catalogue of Life.